# USS Yorktown (CG-48)
El USS Yorktown (DDG-48 / CG-48) fue un crucero de clase Ticonderoga de la Armada de los Estados Unidos desde 1984 hasta 2004, llamado así por la batalla de la guerra revolucionaria estadounidense de Yorktown.

## Historial operativo
El Yorktown se lanzó el 17 de enero de 1983 y fue patrocinado por la señora Mary Matthews, viuda de Nick Matthews, un ciudadano prominente de Yorktown, Virginia. El Yorktown entró en servicio el 4 de julio de 1984 en Yorktown, Virginia, y fue diseñado para aprovechar la tecnología American Aegis. Entre sus diversos sistemas de armas se encontraban los misiles tierra-aire (SAM), los misiles antibuque / antisubmarinos, los lanzadores de torpedos y un cañón montado. El primer despliegue del Yorktown fue de agosto de 1985 a abril de 1986 y, entre otras cosas, involucró la interceptación del secuestrador Achille Lauro, dos excursiones al Mar Negro (en 1986 y 1988) y un trío de operaciones frente a la costa libia, incluida las Operaciones Cañón El Dorado y Alcanza Documentos y Fuego de la Pradera.

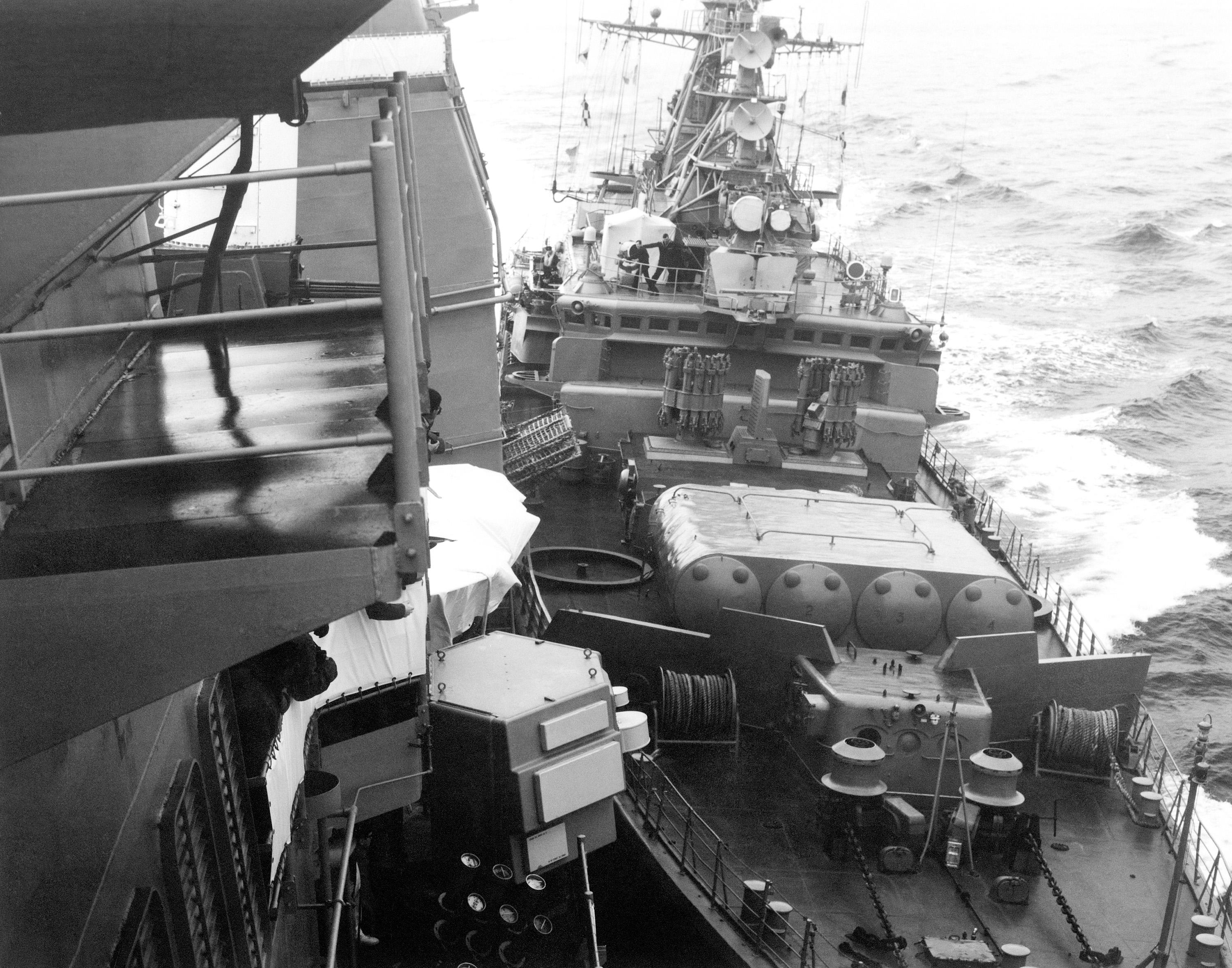
La fragata soviética Bezzavetnyy de la clase Burevestnik choca contra el USS Yorktown en 1988.

Yorktown recibió el premio "Top Gun" de la Flota Atlántica por su sobresaliente apoyo naval de fuego en 1987. Durante el segundo despliegue de septiembre de 1987 a marzo de 1988, Yorktown participó en numerosos ejercicios estadounidenses y de la OTAN, así como ejercicios multinacionales con Marruecos, Francia, Alemania Occidental, Túnez y Turquía. Fue en este despliegue en el Mediterráneo que Yorktown ganó publicidad en todo el mundo gracias a las operaciones realizadas en el Mar Negro como parte del programa Freedom of Navigation. El 12 de febrero de 1988, mientras el Yorktown estaba ejerciendo el "derecho de paso inocente" a través de las aguas territoriales soviéticas, la fragata Bezzavetnyy de la clase soviética Burevestnik(en ruso: Беззаветный) chocó intencionalmente con Yorktown con la intención de expulsarla de las aguas territoriales soviéticas. El Subsecretario de Defensa para Asuntos de Seguridad Internacional en ese momento, Richard L. Armitage, reconoció que el tránsito no era necesario desde el punto de vista operativo, pero afirmó que todavía era un pasaje válido e inocente en virtud del derecho internacional.
En 1991, el Yorktown fue galardonado con el codiciado premio "Old Crow" por excelencia en guerra electrónica. En 1992, se honró a Yorktown con el Premio Marjorie Sterrett Battleship Fund por su excelente y sostenida preparación para el combate.[cita requerida]
El Yorktown realizó su tercer y cuarto despliegues en el mar Mediterráneo mientras el mundo veía el final de la Guerra Fría y la victoria de la coalición en la Operación Tormenta del Desierto. Durante el último de estos dos despliegues, el Yorktown participó en los primeros ejercicios militares de los Estados Unidos con las armadas rumana y búlgara, y desempeñó un papel clave en la Operación Provide Comfort, que proporcionó ayuda humanitaria y seguridad para los refugiados kurdos en el norte de Irak. En el verano de 1992, el Yorktown participó en BALTOPS '92. Durante este viaje, el Yorktown hizo una visita al puerto muy aclamada a Severomorsk, Rusia, convirtiéndose en el primer barco de los Estados Unidos en visitar ese puerto desde el final de la Segunda Guerra Mundial.
En 1993, el Yorktown fue galardonado con el Commander, Naval Surface Forces, Atlantic Ship Safety Award por un récord de seguridad superior. También ha sido galardonado con dos Menciones de Unidad de la Marina y una Mención de Unidad Meritoria, y ha ganado cuatro veces la codiciada Eficiencia de Batalla "E".
El Yorktown fue buque insignia de Commander, Task Group 4.1, durante las operaciones antidrogas en el Caribe entre mayo y julio de 1993. En agosto de 1993, Yorktown participó en el ejercicio militar conjunto Solid Stance en el Atlántico Norte. Las operaciones del Yorktown hasta finales de 1993 incluyeron una excursión de octubre a noviembre al Caribe para apoyar el embargo de las Naciones Unidas a Haití. Entre abril y mayo de 1994, Yorktown regresó al Caribe como comandante de Force Air Warfare durante el Joint Exercise Agile Provider. Mientras estuvo en el Caribe, Yorktown sirvió como buque insignia de Commander, Destroyer Squadron Six, coordinando un ejercicio de seis misiles y veintiséis misiles. En el verano de 1994, Yorktown logró un puntaje rotundo de 101 durante la calificación de apoyo de fuego naval.
En agosto de 1994, Yorktown zarpó hacia el mar Adriático como buque insignia de Commander, Standing Naval Forces Atlantic en apoyo del embargo de las Naciones Unidas contra la República Federativa de Yugoslavia. Durante este despliegue de seis meses, Yorktown sirvió como comandante de guerra aérea para el mar Adriático, participando en una fuerza de tarea conjunta de barcos de los Estados Unidos y ocho naciones europeas. En mayo - junio de 1995, Yorktown se dirigió hacia el sur para servir como comandante de Guerra Aérea para el Mar Caribe en apoyo de operaciones antinarcóticos.

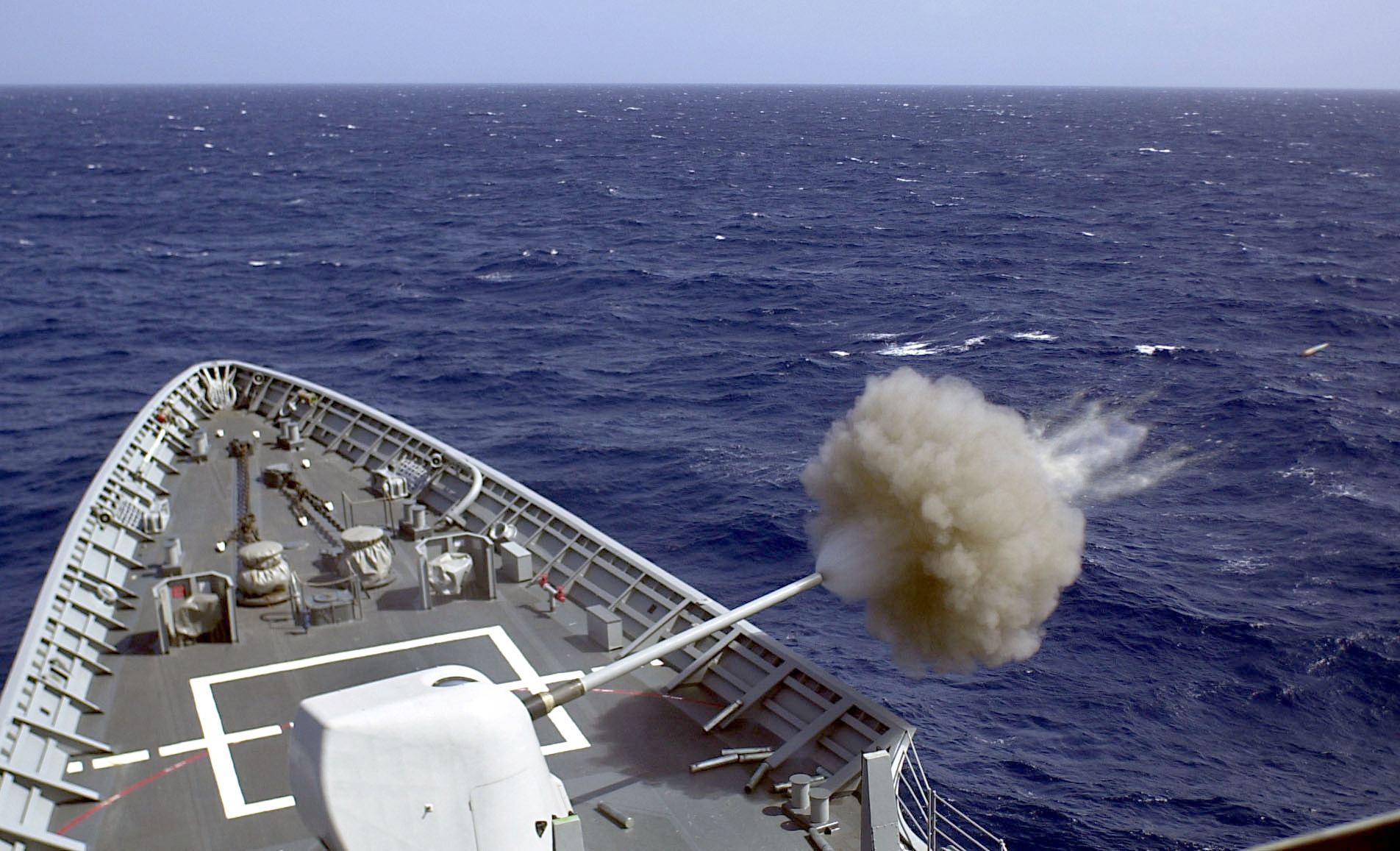
Yorktown disparando a un avión no tripulado objetivo durante un ejercicio de armas, año 2002.

En mayo de 1997, Yorktown (con una tripulación reducida a bordo) completó un despliegue antinarcóticos de cinco meses en el Caribe seguido de operaciones de prueba con George Washington y su grupo de batalla de portaaviones. Durante estos períodos, Navy Manpower and Analysis Center (NAVMAC) realizó una revisión detallada de los requisitos de mano de obra, y la Fuerza operativa de prueba y evaluación (OPTEVFOR) verificó la capacidad del buque para cumplir todas las capacidades operativas requeridas en la doctrina del entorno operativo proyectado para cruceros de clase Ticonderoga.
El 21 de septiembre de 1997, una división por error cero a bordo del Administrador de la base de datos remota del USS Yorktown (CG-48) derribó todas las máquinas de la red, lo que provocó el fallo del sistema de propulsión de la nave.
El 25 de septiembre de 1999, el Yorktown partió de Pascagoula para un despliegue antinarcótico de cuatro meses en el Caribe. Antes de comenzar los patrullajes, el Yorktown embarcó a miembros del personal de COMSECONDFLT. Con el apoyo del destacamento de helicópteros, el personal de la Segunda Flota encuestó y fotografió otra isla programada como posible reemplazo de los ejercicios de entrenamiento si la Armada no podía continuar en la Isla Vieques, Puerto Rico. El barco hizo escala en Jamaica, Aruba, Cartagena, Rodman, Manta y Cozumel. Durante este despliegue, el USS Yorktown fue el último buque de guerra de los Estados Unidos que transitó el canal de Panamá antes de ser entregado a Panamá.
A partir de 2001, y desde la puesta en servicio, el Yorktown había completado cinco despliegues en el Mediterráneo. El crucero fue llevado a puerto por última vez en Pascagoula, Misisipi. Su último despliegue (febrero a agosto de 2004) fue como parte de WASP ESG-2 (Grupo de Ataque Expedicionario 2) a la quinta flota de AOR. Patrulló el golfo Pérsico proporcionando seguridad a las terminales petroleras iraquíes y realizando operaciones de seguridad marítima.

## Destino

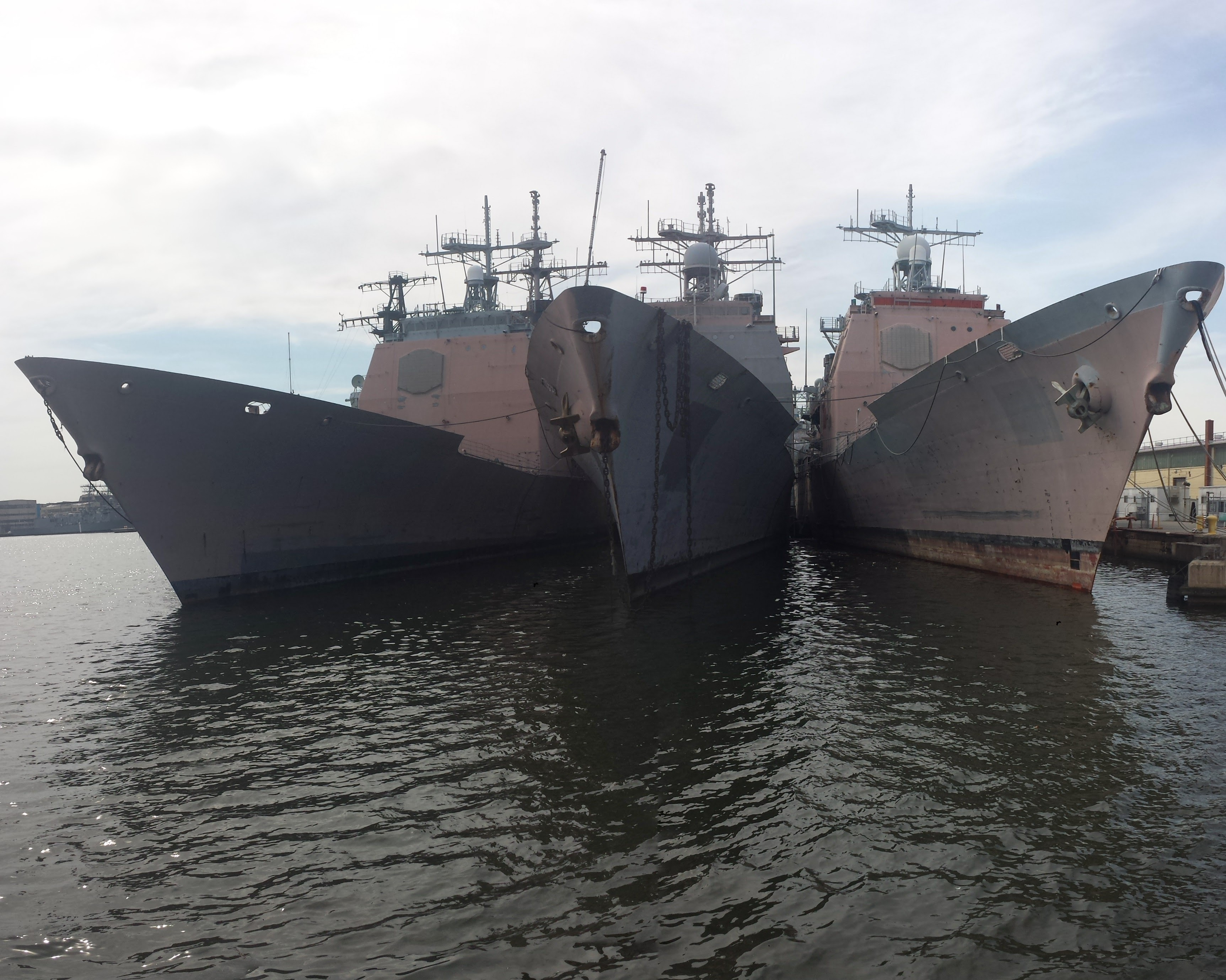
ex-Yorktown (CG-48), junto con barcos gemelos ex-Ticonderoga (CG-47) y ex-Thomas S. Gates (CG-51) almacenados en Naval Inactive Ships Maintenance Facility, Filadelfia, Pensilvania, año 2016.

Yorktown poco antes de su desguace, año 2022.

El Yorktown se retiró del servicio y atracó el 10 de diciembre de 2004. Desde 2008, se programó para ser desmantelado en los próximos cinco años junto con sus hermanos los USS Vincennes (CG-49) y USS Thomas S. Gates (CG-51). Desde su desmantelamiento, el Yorktown ha estado atracado en la Instalación de Mantenimiento Naval de Buques Inactivos, en Filadelfia, Pensilvania. A partir de septiembre de 2016, el barco permaneció en Filadelfia. El 16 de septiembre de 2022, fue sacado del puerto y emprendió el viaje hacia un patio de desguace en Brownsville, Texas. Yorktown llegó a Brownsville el 29 de noviembre de 2022, donde será desmantelada y reciclada como chatarra.

## Pruebas como buque inteligente
Desde 1996 el Yorktown fue utilizado como el banco de pruebas para el programa Smart Ship de la Armada. El barco estaba equipado con una red de 27 máquinas duales basadas en Pentium Pro de 200 MHz que ejecutaban Windows NT 4.0 y se comunicaban por cable de fibra óptica con un servidor basado en Pentium Pro. Esta red era responsable de ejecutar el centro de control integrado en el puente, supervisar la evaluación de las condiciones, el control de daños, el control de la maquinaria y el control del combustible, controlar los motores y navegar la nave. Se preveía que este sistema ahorraría $ 2.8 millones por año al reducir el complemento del barco en un 10%.
El 21 de septiembre de 1997, mientras maniobraba en la costa de Cape Charles, Virginia, un miembro de la tripulación ingresó un cero en un campo de base de datos provocando un intento de división por cero en el Administrador Remoto de Base de Datos del barco, lo que provocó un desbordamiento del búfer que las máquinas en la red, lo que hace que el sistema de propulsión del barco falle.
Anthony DiGiorgio, un contratista civil con 26 años de experiencia trabajando en sistemas de control de la Marina, informó en 1998 que Yorktown tuvo que ser remolcado de regreso a la Estación Naval de Norfolk. Ron Redman, un subdirector técnico de la Oficina Ejecutiva del Programa Aegis, respaldó esta afirmación, sugiriendo que tales fallas del sistema habían requerido que Yorktown sea remolcado de regreso al puerto varias veces.
En la edición del 3 de agosto de 1998 de Government Computer News, se publicó una retractación por DiGiorgio. Afirma que el periodista alteró sus declaraciones e insiste en que no afirmó que el Yorktown fue remolcado a Norfolk. GCN defiende su historia.
Funcionarios de la Flota del Atlántico también negaron el remolque, informando que el Yorktown estaba "muerto en el agua" durante solo 2 horas y 45 minutos. El capitán Richard Rushton, oficial al mando del Yorktown en el momento del incidente, también negó que el barco tuviera que ser remolcado de regreso a puerto, declarando que el barco regresó por sus propios medios.
Funcionarios de la Flota del Atlántico reconocieron que el Yorktown experimentó lo que denominaron "una víctima de la red de área local de ingeniería". "Estamos colocando equipos en la sala de máquinas que no podemos mantener y, cuando falla, se produce una falla crítica", dijo DiGiorgio.
La crítica de la elección del sistema operativo se produjo. Ron Redman, director técnico adjunto de la División de Introducción de Flotas de la Oficina Ejecutiva del Programa Aegis, dijo que ha habido numerosas fallas de software asociadas con NT a bordo del Yorktown.

Debido a la política, algunas cosas nos obligan a que sin presión política quizá no hagamos, como Windows NT. Si fuera por mí, probablemente no habría usado Windows NT en esta aplicación en particular ... Refinar eso es un proceso continuo ... Unix es un mejor sistema para el control de equipos y maquinaria, mientras que NT es un mejor sistema para el transferencia de información y datos. NT nunca se ha refinado del todo y hay momentos en que hemos tenido cierres que provocado por NT.
Ron Redman

## Galardones
- 3x Premios Conjuntos Meritorios Conjuntos (1 para la Operación Vigilia Ardiente)
- 2x Encomiendas de la unidad de la Marina
- 2x Menciones a la unidad meritoria (1 como unidad de Mediterranean Carrier Battle Group 3-91)
- 7x Eficacia de batalla (Navy E) Cintas
- 1x Medalla Expedicionaria de la Armada
- 2x medalla del servicio de defensa nacional Medalla de servicio humanitario
- 1x (como elemento del Regimiento de construcción naval Gulfport del Centro del batallón de la construcción de la Armada)
- 1x medalla de servicio de las fuerzas armadas
- 1x Cinta del servicio de operaciones especiales de la Guardia Costera Sea Service Deployment Ribbon (premios múltiples)

|  |  |  |
|  |  |  |
|  |  |  |